# Avrămeni
Avrămeni è un comune della Romania di 3 841 abitanti, ubicato nel distretto di Botoșani, nella regione storica della Moldavia.
Il comune è formato dall'unione di 7 villaggi: Aurel Vlaicu, Avrămeni, Dimitrie Cantemir, Ichimeni, Panaitoaia, Timuș, Tudor Vladimirescu.